# Gert Riel

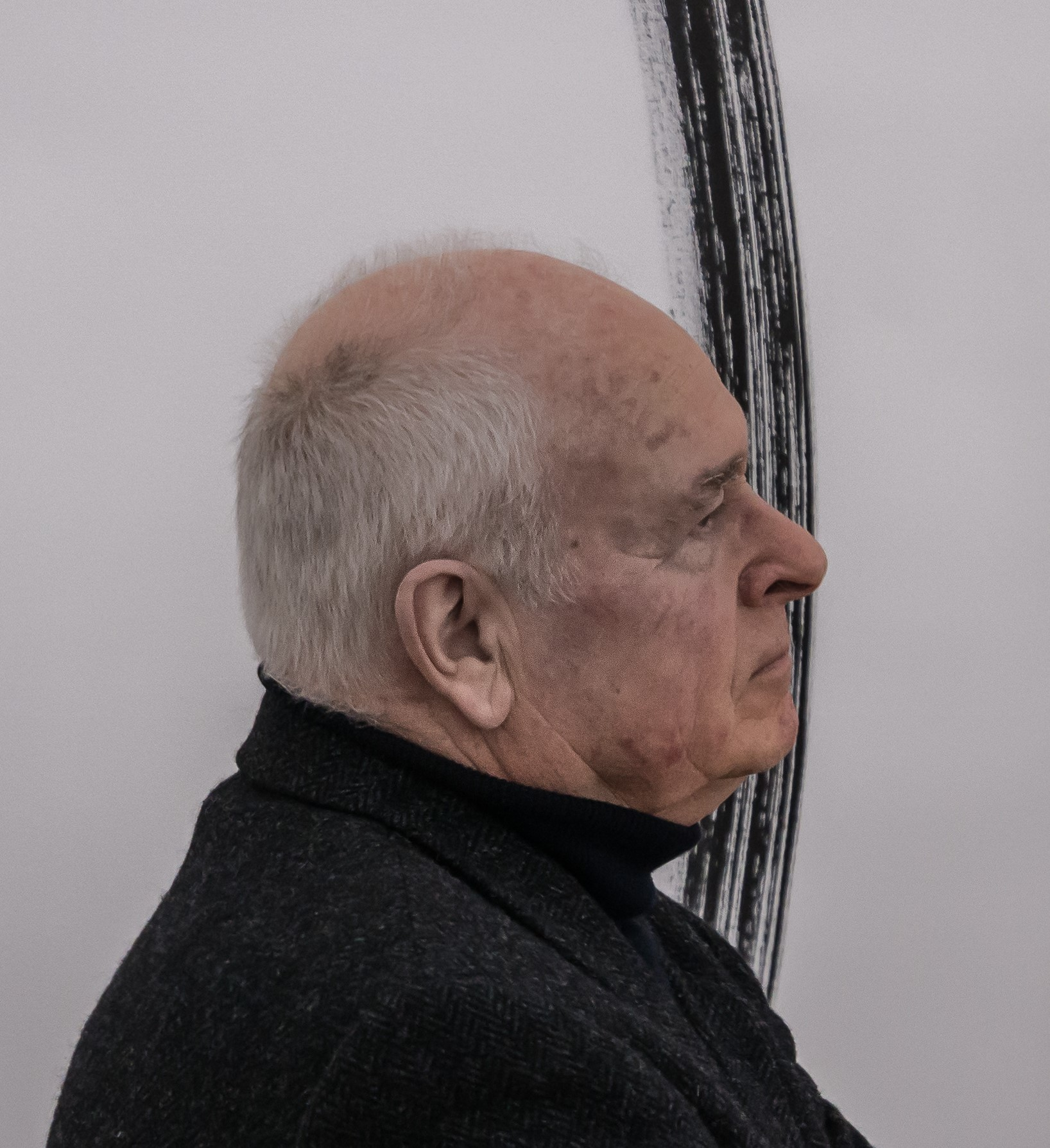
Gert Riel (2016)

Gert Riel (* 1941 in Prien am Chiemsee, Bayern) ist ein deutscher Bildhauer.

## Leben und Werk
Riel studierte von 1964 bis 1968 Bildhauerei bei Rudolf Hoflehner an der Staatlichen Akademie der Bildenden Künste Stuttgart. 1989 wurde er mit dem Erich Heckel-Preis des Künstlerbundes Baden-Württemberg ausgezeichnet.
Gert Riel ist Mitglied im Deutschen Künstlerbund. Er lebt und arbeitet in Remshalden-Buoch. Von 1968 bis 2005 unterrichtete er als Lehrer für Bildhauerei (Metallwerkstatt) an der Stuttgarter Akademie.

## Werk (Auswahl)

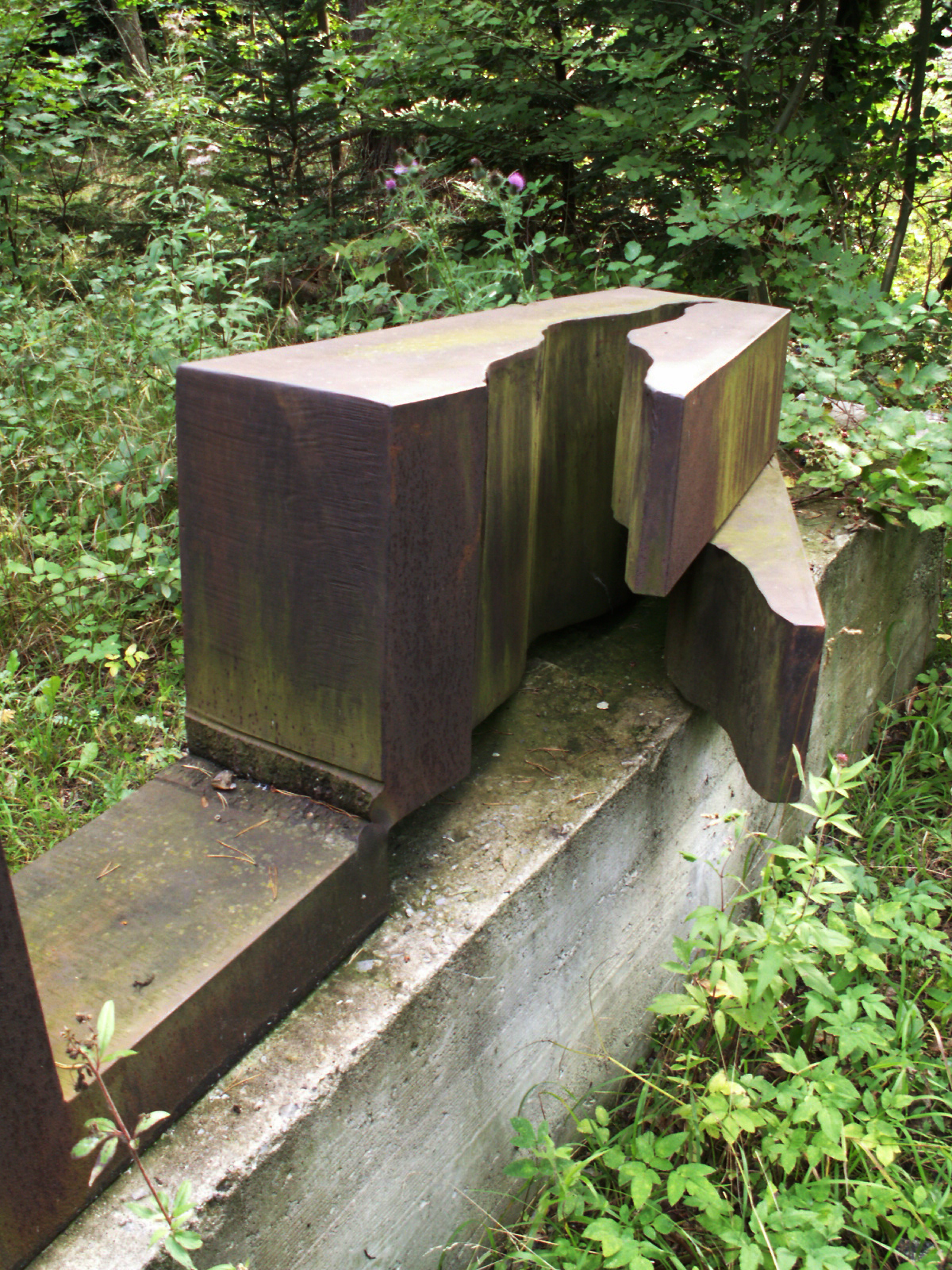
Detail Landschaft

- Stahlrelief (1976), Lerchenrainschule in Stuttgart
- Farbgestaltung (1976), Universität Konstanz in Konstanz
- Stahlrelief (1977), Löwentorzentrum in Stuttgart
- Landschaft (1977), Skulpturenweg-Seehaus-Pforzheim
- Stahlskulptur (1981), Versammlungshalle in Stuttgart-Birkach
- Veränderung (1992), Skulpturenpark KUNSTdünger Rottweil in Rottweil
- Speicher (1997), Sammlung Museum Biedermann in Donaueschingen
- Ohne Titel (1999), Skulpturenweg Kunstpfad am Mummelsee
- Flächenspannung (2000), Sigmaringen
- Stahlstele (2000), Skulpturenweg-Seehaus-Pforzheim
- Mahnmal am Synagogenplatz (2000), Tübingen
- Sichtnahme (2006), Kunstraum Wanne in Pfullingen
- Flächenspannung (2006), Neckarsulm

## Mahnmal am Synagogenplatz
Auf dem Platz der ehemaligen Synagoge von Tübingen wurde 2000 ein Mahnmal aufgestellt, das Gert Riel gestaltete. Das Mahnmal am Synagogenplatz besteht aus einem Kubus aus COR-TEN-Stahl, einer Stele mit Informationen und drei Stahlplatten mit Namen der ermordeten jüdischen Bürger und folgendem Text:
„VON NATIONALSOZIALISTEN UND IHREN HELFERN AUSGEGRENZT GEDEMÜTIGT ENTRECHTET BERAUBT VERTRIEBEN ERMORDET“

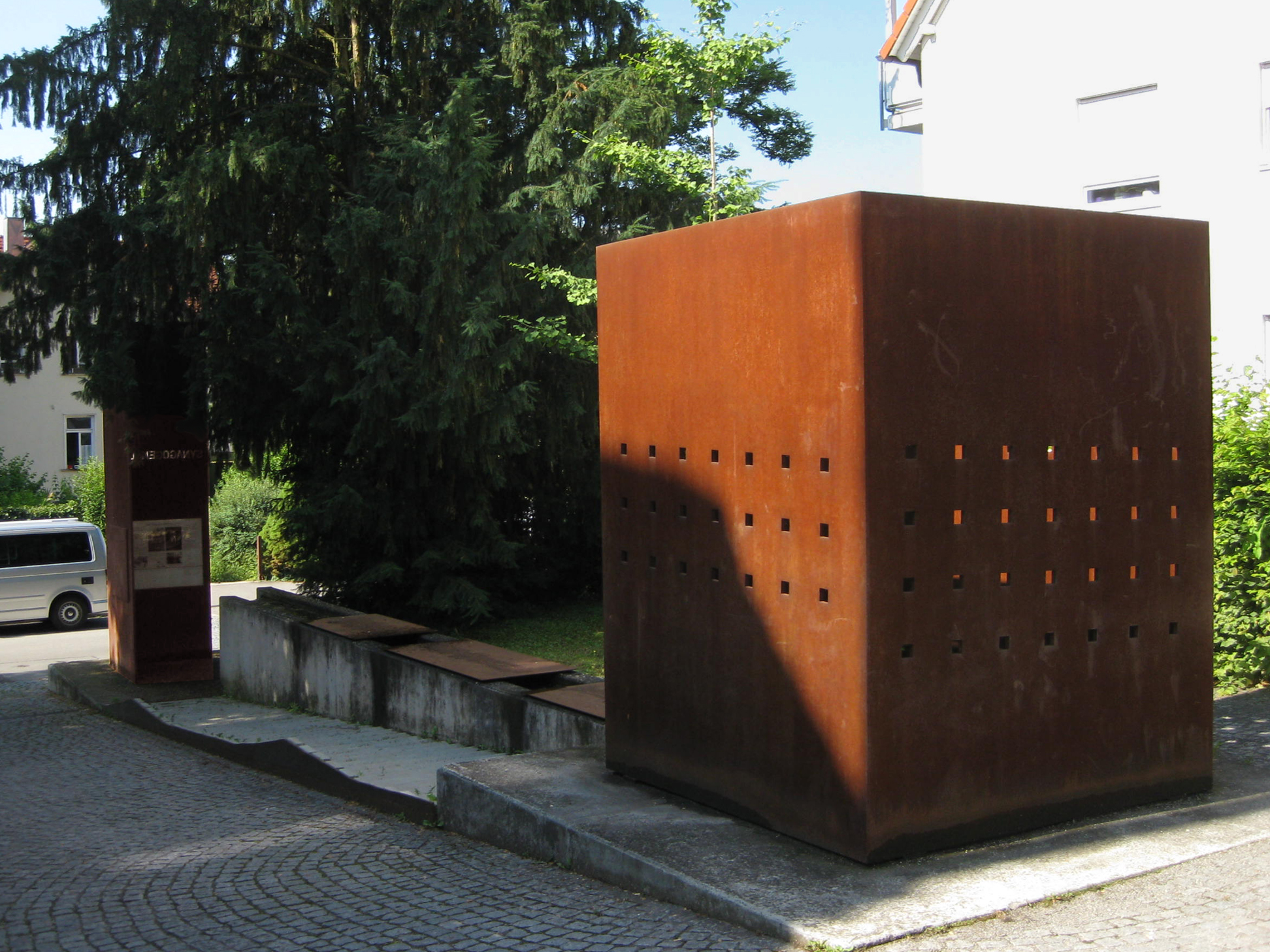
Mahnmal am Synagogenplatz
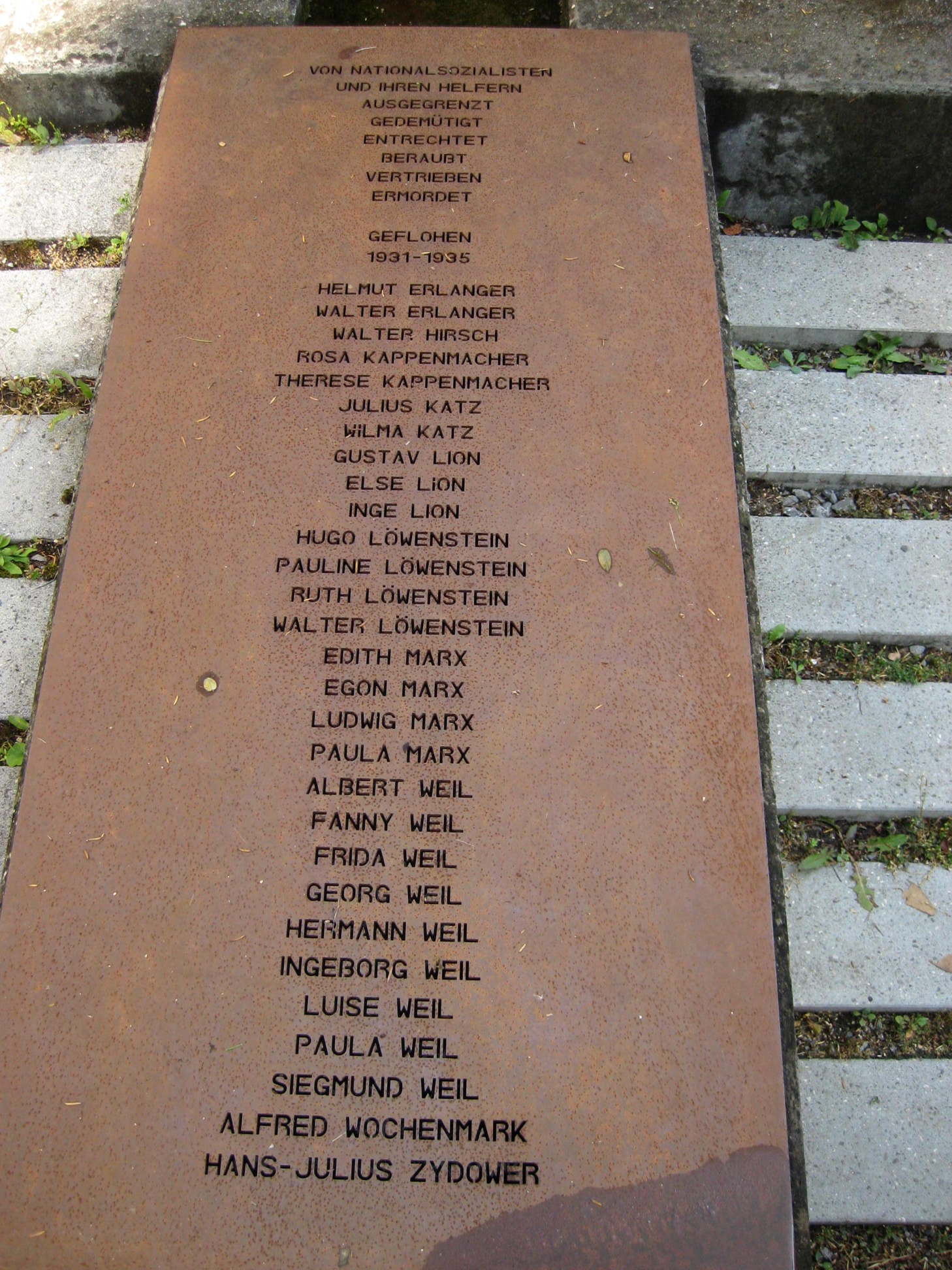
Namen der deportierten Juden
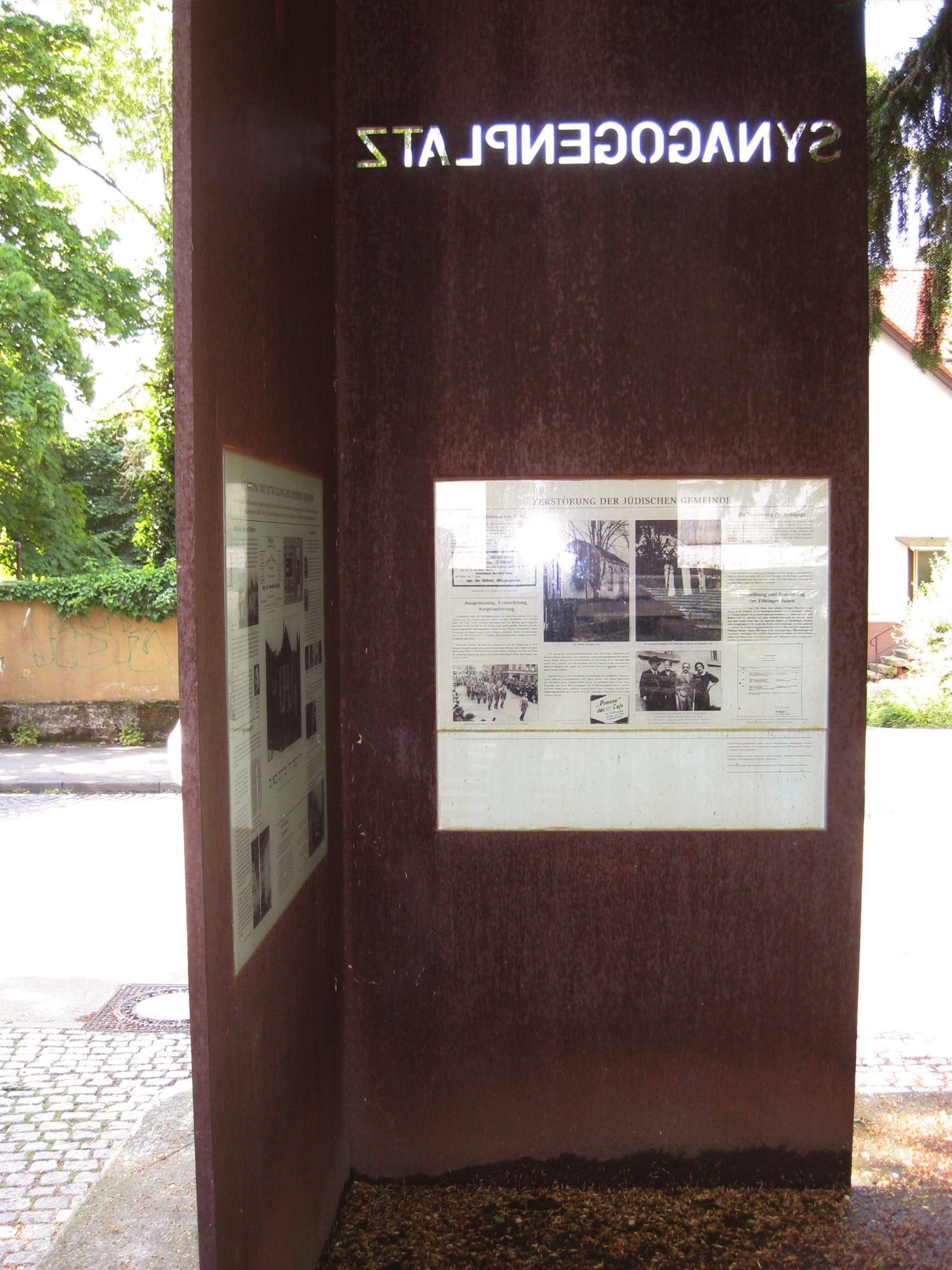
Informationsstele am Mahnmal
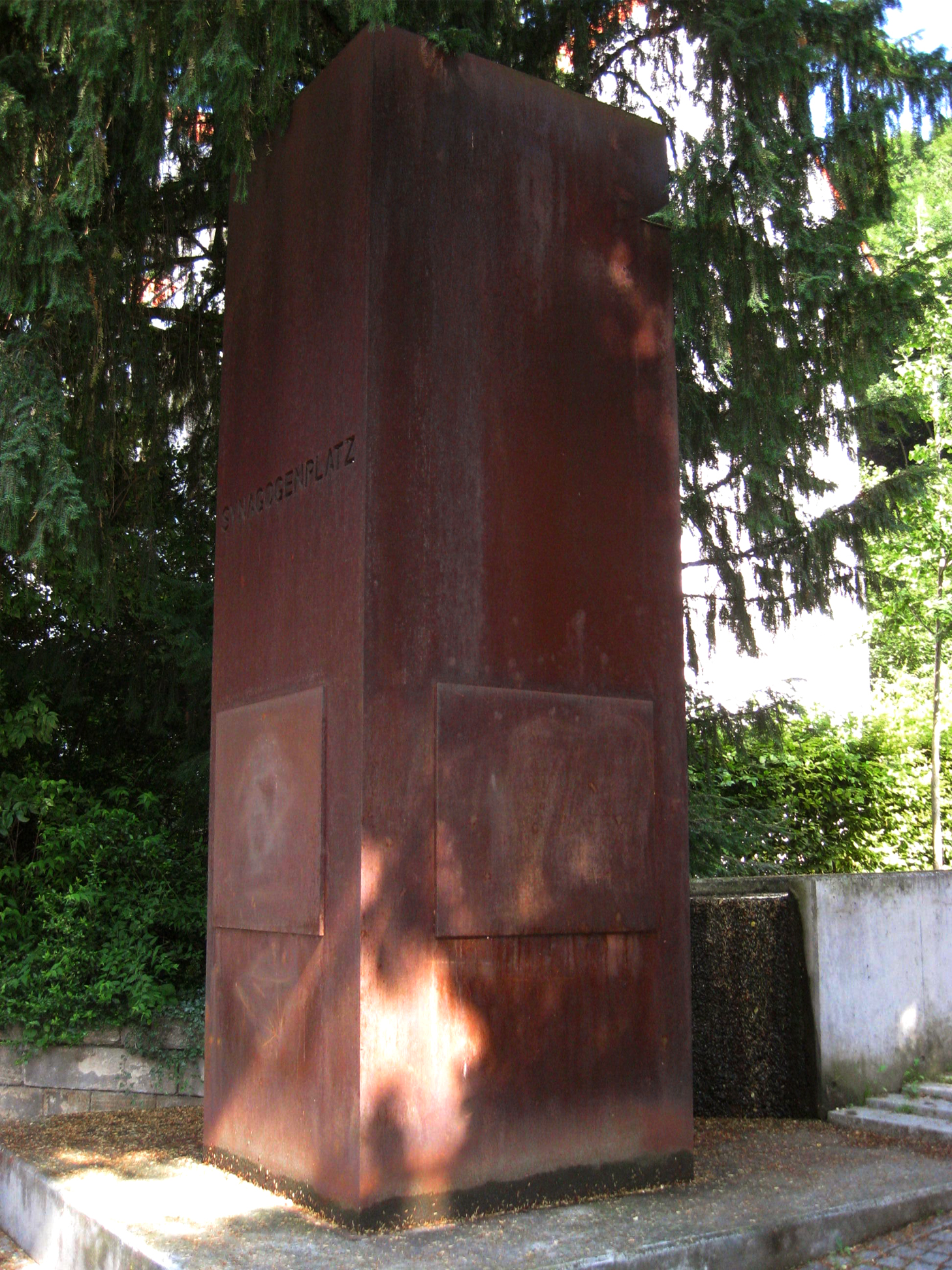
Gekantete Stele

## Fotos

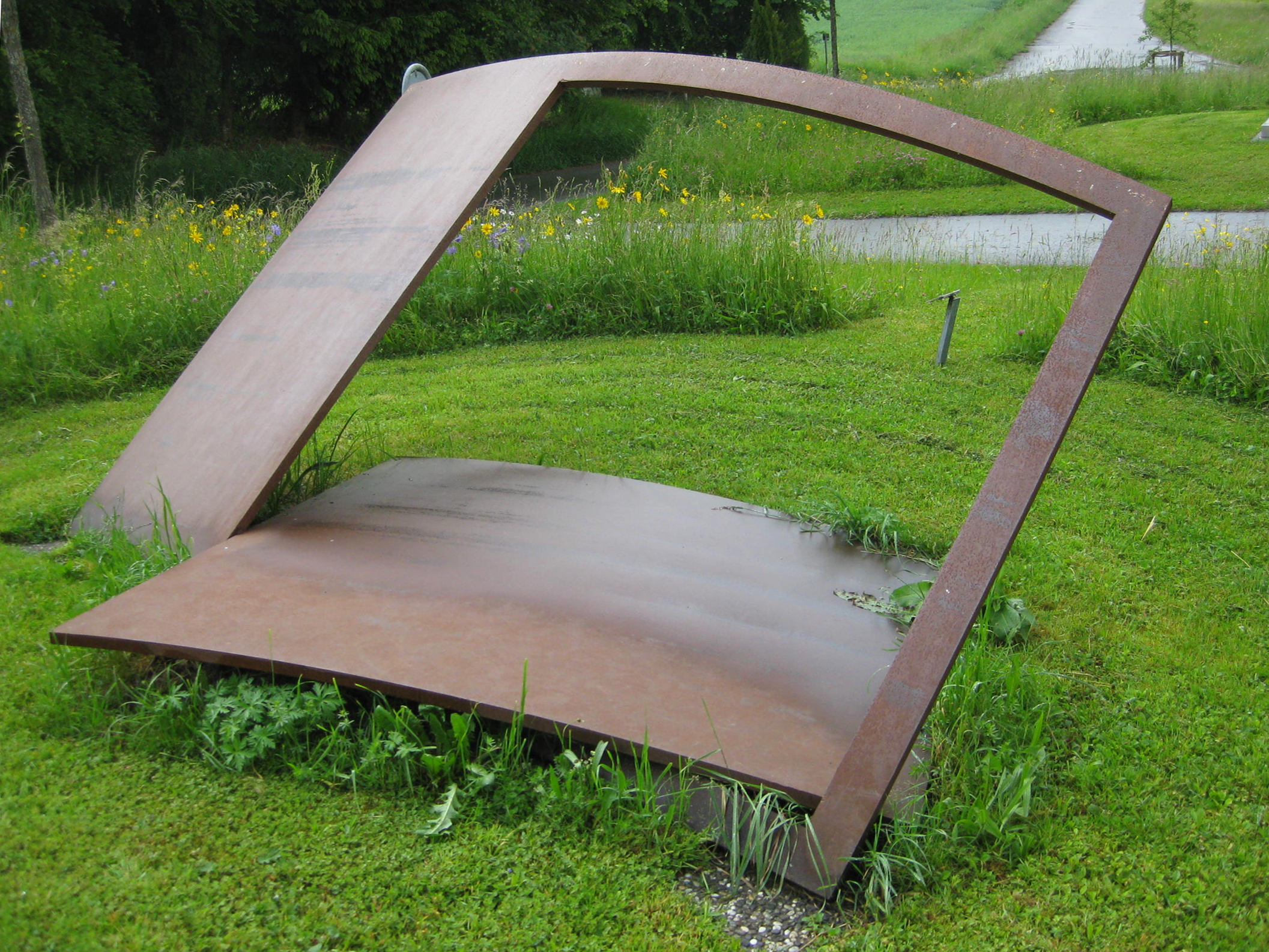
Veränderung, Rottweil
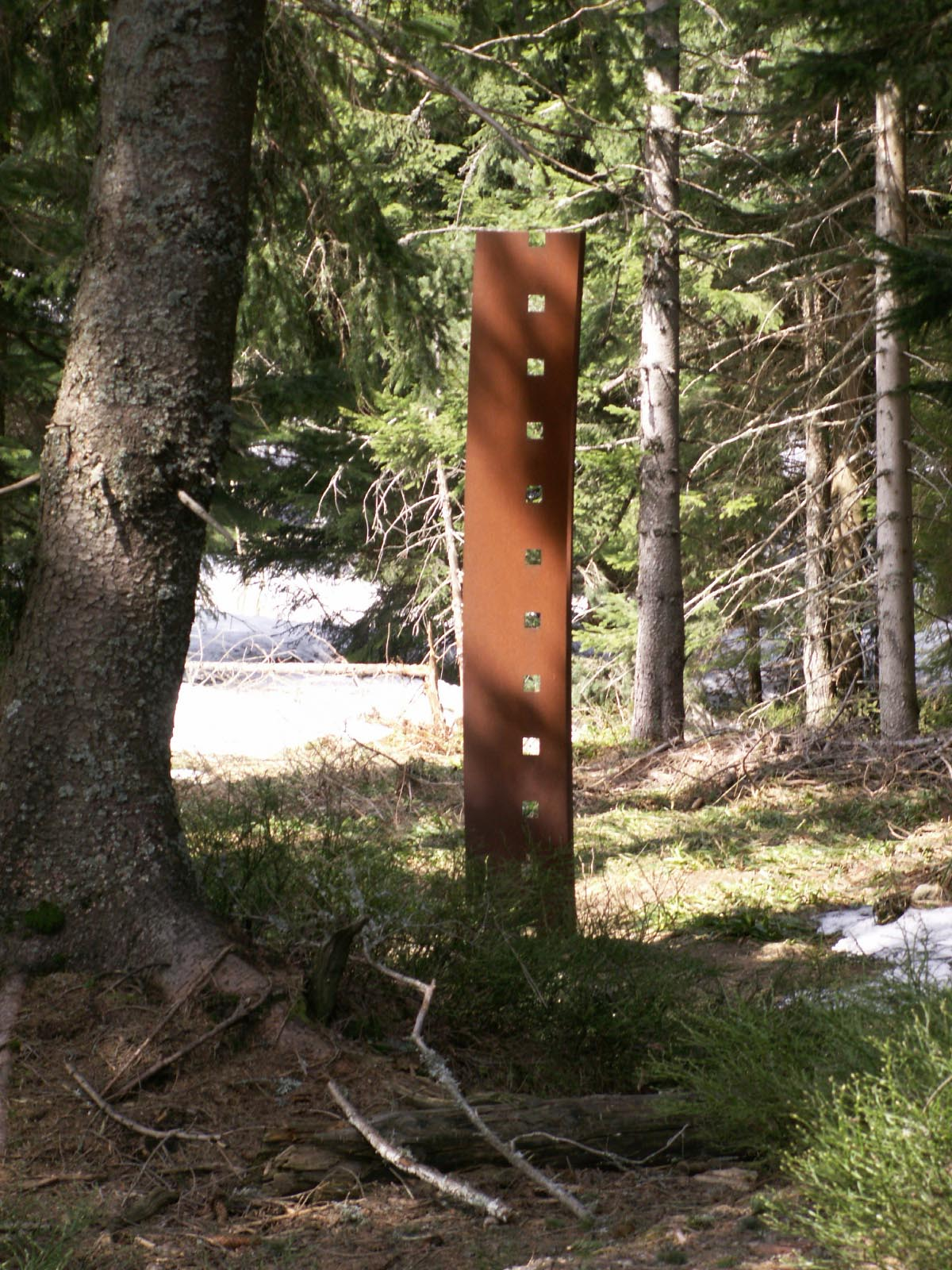
ohne Titel, Mummelsee
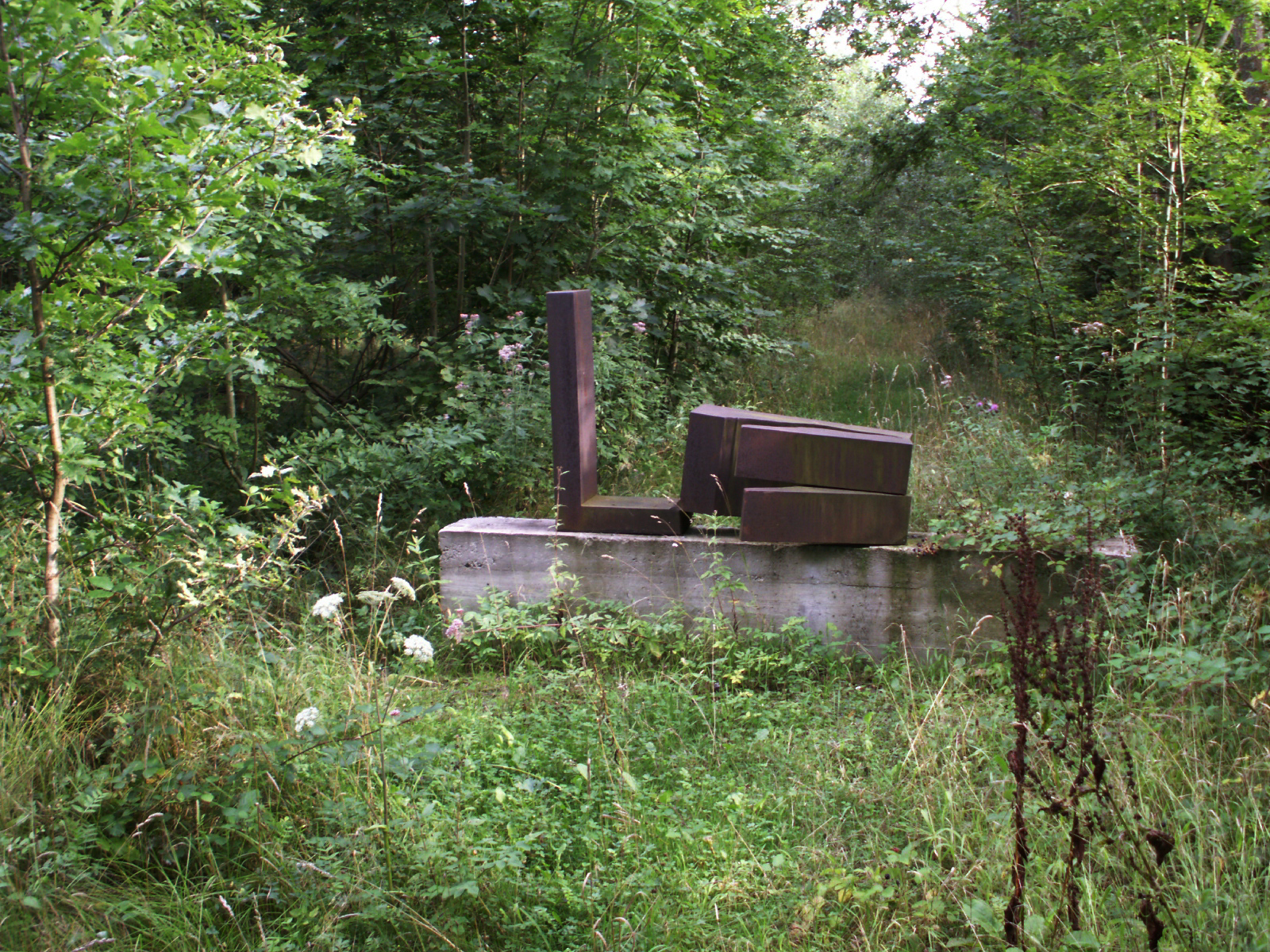
Landschaft, Pforzheim